# Starhawk
Starhawk, nascida como Miriam Simos (Saint Paul, Minnesota, 17 de Junho de 1951), é uma escritora estadunidense, anarquista e auto-denomina-se como bruxa. É bastante conhecida por ser uma teórica sobre o Paganismo, colunista wiccana no Beliefnet.com, e uma das primeiras vozes do eco-feminismo.
Vive em São Francisco onde atua na Tradição Reclaiming que foi co-fundada no final da década de 1970.
É internacionalmente conhecida por ensinar acção directa e não violenta, e, uma activista do movimento de paz, ambiental e de anti-globalização. Viaja e ensina na América do Norte, Europa e Médio Oriente dando conferências e workshops.
Teve bastante influência na decisão da Unitarian Universalist Association of Congregations para incluir tradições baseadas nas fontes de fé da UUA. Dirige numerosos workshops e foi um membro activo do The Covenant of Unitarian Universalist Pagans, Inc.

## Obra
- 1989 - Truth or Dare: Encounters with Power, Authority, and Mystery (HarperOne) ISBN 978-0062508164
- 1994 - The Fifth Sacred Thing (Bantam Books) ISBN 978-0553373806
- 1997 - Dreaming the Dark : Magic, Sex, and Politics (Beacon Press) ISBN 978-0807010372
- 1998 - Walking to Mercury (Bantam Books) ISBN 978-0553378399
- 1999 - The Spiral Dance: A Rebirth of the Ancient Religion of the Goddess (HarperOne) ISBN 978-0062516329
- 2002 - Webs of Power: Notes from the Global Uprising (New Society Publishers) ISBN 978-0865714564
- 2005 - The Earth Path: Grounding Your Spirit in the Rhythms of Nature (HarperOne) ISBN 978-0060000936